# Francis Vere

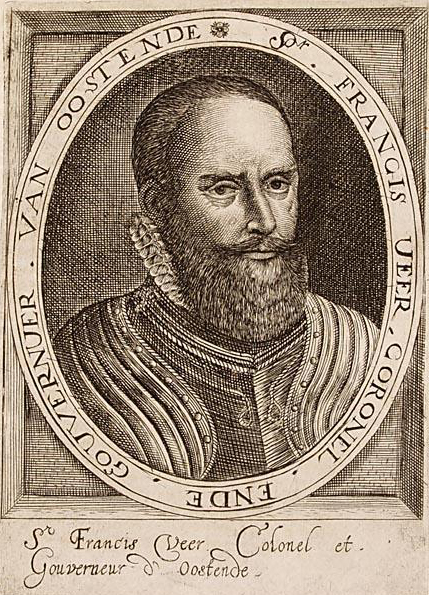
Ritratto di Sir Francis Vere

Francis Vere (Crepping Hall, 1560 – 18 agosto 1609) è stato un militare inglese, famoso per aver prestato servizio nell'esercito olandese.

## Biografia
Figlio di Geoffrey Vere di Crepping Hall, Essex, e nipote di John de Vere, XVI conte di Oxford, Francis Vere apparteneva ad una famiglia della nobiltà inglese. 
Intrapresa la carriera militare egli decise di entrare a far parte della squadra comandata da Robert Dudley, I conte di Leicester nel 1585 e venne presto coinvolto negli scontri dei Paesi Bassi contro la Spagna a cui l'Inghilterra collaborò attivamente con truppe ed aiuti. All'assedio di Sluys si distinse grandemente assieme a Sir Roger Williams ed a Sir Thomas Baskerville.
Nel 1588 egli venne posto nella guarnigione di stanza a Bergen op Zoom, distinguendosi nel combattimento contro gli assedianti, a tal punto da ottenere il cavalierato sul campo per mano del comandante militare, Peregrine Bertie, XIII barone Willoughby de Eresby.
Nell'anno successivo, Sir Francis divenne maggiore-generale delle truppe inglesi di stanza nei Paesi Bassi e poco dopo comandante generale. Egli mantenne questa posizione durante il corso di 15 diverse campagne. Lavorando a stretto contatto con le forze olandesi sottoposte al comando di Maurizio di Nassau, egli contribuì significativamente alla realizzazione dell'indipendenza dei Paesi Bassi. Il futuro drammaturgo Ben Jonson servì come volontario sotto la sua direzione. 
Vere si guadagnò così la reputazione di essere uno dei migliori soldati inglesi della sua epoca. Le sue truppe acquisirono coesione con il modello olandese scontrandosi direttamente con le truppe spagnole che per l'epoca erano tra le più preparate, e il suo accampamento era quello a cui ogni soldato inglese aspirava, tra i quali suo fratello Horace Vere, Ferdinando Fairfax, II lord Fairfax di Cameron, Gervase Markham ed il capitano Myles Standish. 
Sir Francis prestò servizio durante la spedizione di Cadice del 1596 e venne successivamente incaricato di portare a termine i negoziati per l'alleanza anglo-olandese; egli ottenne per sé stesso il governatorato della città di Brielle e il rango di generale. 

### L'assedio di Ostenda
Il punto culminante della sua carriera fu nel 1600 quando, su consiglio di Johan van Oldenbarnevelt, gli Stati Generali decisero di dichiarare ufficialmente guerra agli spagnoli. Nella Battaglia di Nieuwpoort (2 luglio 1600), Maurizio di Nassau, con il supporto di Vere, sconfisse completamente le truppe veterane spagnole comandate dall'Arciduca Alberto d'Asburgo. A questo atto seguì la tanto celebrata difesa di Ostenda dove egli ebbe il comando delle operazioni che impegnarono la città dal luglio del 1601 al marzo del 1602. Sebbene la battaglia fosse risultata una tragica perdita per olandesi ed inglesi, Vere ne uscì comunque riconosciuto universalmente come un tenace ed abile comandante.

### Ritiro
Quando Giacomo I d'Inghilterra siglò la pace con la Spagna nel 1603, Vere si ritirò dal servizio attivo e trascorse i suoi ultimi giorni nella campagna inglese, tenendosi occupato con la compilazione dei suoi Commentaries of the Divers Pieces of Service. 
Vere trascorse anche molto tempo in visite all'amico Sir Julius Caesar a Mitcham nel Surrey, sulla strada tra Londra e Nonsuch, del quale sposò la figlia Elizabeth, avuta da sua moglie da un precedente matrimonio da cui era rimasta vedova. Il grande matrimonio organizzato per Elizabeth e per sua sorella (anch'ella già fidanzata) si compì il 26 ottobre 1607 e lo stesso Vere ricevette dalla moglie una dote di 2.000 sterline oltre a grandi proprietà che gli garantirono benessere a vita, malgrado l'età dei due coniugi fosse di molto differente: lei 16 anni, lui 52. Il matrimonio, per quanto felice, non produsse figli e durò appena 22 mesi a causa della morte di Vere.

### La sepoltura nell'Abbazia di Westminster
Francis Vere morì il 28 agosto 1609 - poco dopo la sigla della Tregua dei dodici anni che in pratica riconosceva l'indipendenza della Repubblica delle Sette Province Unite - e venne sepolto nell'Abbazia di Westminster, nella cappella di San Giovanni Evangelista. Il grande monumento che venne preparato per la sua tomba lo raffigurava nell'alabastro in abiti civili con la propria corazza di armatura. La sua bara è sostenuta da 4 cavalieri in armatura, uno su ciascun angolo. Il monumento si ispirava liberamente a quello del conte Engelberto II di Nassau-Dillenburg che lo stesso Vere aveva più volte visto nella chiesa di Breda. Vi venne apposta anche un'iscrizione latina così traducibile:
A Francis Vere, Cavaliere, figlio di Geoffrey e nipote di John conte di Oxford, governatore di Brill e Portsmouth, capo delle forze inglesi nel Belgio, morto il 28 agosto 1609, all'età di 54 anni. Elisabetta, sua moglie, con grande tristezza e le lacrime al volto, pose questo supremo monumento all'amore coniugale.